# Оуэнс (долина)
Оуэнс — засушливая долина одноимённой реки в восточной Калифорнии, США, к востоку от Сьерра-Невады и к западу от Белых гор и гор Иньо на западной оконечности Большого Бассейна. С точки зрения геологии представляет собой грабен. Горные вершины с обеих сторон (включая гору Уитни) достигают высоты 4300 м, а глубина долины Оуэнс составляет около 1200 м, что делает её одной из самых низких в Соединённых Штатах. По причине соседства со Сьерра-Невадой долина представляет собой дождевую тень, из-за чего её часто именуют «Страной маленького дождя».
До прихода европейцев долину населяли индейцы тимбиша, имевшие торговые связи с жившими у побережья чумашами. Первым белым американцем, исследовавшим долину, был Джозеф Уокер, 1 мая 1834 года поднявшийся на перевал, носящий ныне его имя. С 1862 по 1867 годы в долине шла война между индейцами и американцами. 
Через долину обеспечивается водой Лос-Анджелесский акведук, источник половины общего количества воды в Лос-Анджелесе; также на этой территории разворачивались события одного из наиболее кровавых и затяжных конфликтов в ходе так называемых Калифорнийских водных войн в начале XX века.
В 1913 году, когда большая часть реки Оуэнс была отведена в акведук Лос-Анджелеса, озеро Оуэнс высохло в 1926 году.